# Argentyna na Letnich Igrzyskach Olimpijskich 2000
Argentynę na Letnich Igrzyskach Olimpijskich 2000 reprezentowało 143 zawodników, 98 mężczyzn i 45 kobiet.

## Zdobyte medale
| Medal  | Zawodnik | Dyscyplina      | Konkurencja    |
| ------ | --- | --------------- | -------------- |
| Srebro | Mariela Antoniska, Soledad García, Magdalena Aicega, María Paz Ferrari, Anabel Gambero, Ayelén Stępnik, Inés Arrondo, Luciana Aymar, Vanina Oneto, Jorgelina Rimoldi, Karina Masotta, Paola Vukojicic, Laura Maiztegui, Mercedes Margalot, María de la Paz Hernández, Cecilia Rognoni | Hokej na trawie | Turniej kobiet |
| Srebro | Carlos Espínola | Żeglarstwo      | Mistral        |
| Brąz   | Javier Conte, Juan de la Fuente | Żeglarstwo      | Klasa 470      |
| Brąz   | Serena Amato | Żeglarstwo      | Klasa Europe   |